# Énekeskabóca-félék
Az énekeskabóca-félék (Cicadidae) a félfedelesszárnyúak (Hemiptera) rendjében a kabócák (Auchenorrhyncha) alrendjének egyik rovarcsaládja közel 3000 eddig leírt fajjal (Soós, 1954).

## Származásuk, elterjedésük
Az énekeskabóca-félék az egész földön elterjedtek (Nickel et al., 2002). Változatosságuk és fajgazdagságuk az orientális faunaterületen (indo-maláj ökozóna) a legnagyobb, de sok fajuk él a mérsékelt égöv melegebb részein is. Leginkább a forró égövi vidékeket kedvelik, a mérsékelt övben a szőlőtermesztés határán túl nem mennek.
A Kárpát-medencében közel 600 fajuk él; a legismertebbek a mannakabóca (Cicada orni) és az óriás kabóca (Cicada plebeja). Az előbbi szúrásával a mannacukrot adja, az utóbbi a legnagyobb európai faj. Közép-Európában a hegyi énekeskabóca (Cicadetta montana)  hatol a legészakabbra (Urania). Ugyancsak ez az egyetlen olyan faj, amely a Brit-szigeteken is megtelepedett; a palearktikus térségben mintegy 100 fajuk él (Alegsa).
Magyarországon is elterjedtek az utóbbi években, főleg a Nyugat-Dunántúl enyhébb éghajlatú tájain. A Magyar Rovartani Társaság (MRT) szavazásán 2022-ben az év rovara az óriás énekeskabóca (Tibicina haematodes) lett.

## Megjelenésük, felépítésük
Testük jellegzetesen ék alakú, hengeres. Vannak közöttük egészen aprók (2 mm körüliek), de a trópusokon 11 cm-nél hosszabb fajaik is élnek (Holzinger, 2002). A Kárpát-medencei fajok többsége 10 mm-nél is kisebb. Legnagyobb hazai képviselőik, a névadó énekes kabócák (a Cicadinae alcsalád tagjainak) hossza az 1–4 cm tartományba esik (Sáringer, 1989). Az imágók eleinte halványzöldek; a fajra jellemző színeket később öltik fel. Ezek többnyire zöldes, illetve barnás árnyalatú, rendszeresen használt környezetüknek (pl. fák, bokrok kérgének) rejtőszínek, amelyekkel valósággal beleolvadnak környezetükbe (Urania).
Redőkkel és rovátkákkal díszített fejpajzsuk kidomborodik. Rövid fejük a testre merőlegesen áll, a homlokuk duzzadt. Szúró-szívó jellegű szájszervük a fej alapján ered és nyugalmi helyzetben a csípők között a testhez simul. Jól fejlett összetett szemeik a fej két oldalán domborodnak ki. A fejük tetején három pontszem szolgálja a fény- és mozgásérzékelést. Szemeik közül nőnek ki a kis, három részre tagolt csápok, amelyeken a két hosszabb alapízt egy ötízű ostor követi.
Torszelvényeik közül a középső a legnagyobb; ezen erednek a nagy, rendszerint teljesen hártyaszerű és átlátszó, a hátsóknál hosszabb, rendszerint megvastagodott erekkel behálózott, gyakran feltűnő színezetű mellső szárnyak, amelyek mindig túlnyúlnak a hátsókon és a potroh csúcsán. A hosszanti ereket a szárny szegélyével párhuzamosan futó ér zárja le úgy, hogy magán a sima szegélyen nem fut ér. Megvastagodott, különösen erőteljes elülső lábpárjuk combjain töviseket viselnek; ezek száma és alakja határozó bélyeg.
Hangadó készülékük az elülső potrohszelvény két oldalán haslemezen kifejlődött finom hártyácskák sora, amelyek azonban nem az oldal-, hanem a hátlemezből fejlődtek ki. Mindkét ivar egyedeinek van ilyen készüléke, de a nőstényeké csenevész, hangadásra alkalmatlan — leszámítva egy Dél-Amerikában élő alcsaládjukat, amelyben mindkét ivar ad hangot. A rugalmas hártyákat több párhuzamos, kitüremkedő kitinredő merevíti ki. Mindkét oldali hártya belső oldalán ered egy excentrikusan elhelyezkedő, a hártya külső szélén tányérszerűen kiszélesedő ín, ehhez tapad az állat testében a készüléket működtető hatalmas, ferdén lefelé a hasoldalhoz futó és ott ellenoldali párjával egyesülő izom. Amikor ez hirtelen, lökésszerűen összehúzódik, a hanghártya befelé dudorodik, és az izom elernyedésekor rugalmasan visszapattan nyugalmi helyzetébe. Az ütemes ki-behorpasztgatás a hártyát szabályozott rezgésbe hozza. Az így keltett hangot a rezonátor szerepét játszó és a potroh nagy részét kitöltő hanghólyag erősíti fel. Az Ausztráliában élő hólyaghasú kabóca (Cystosoma saundersii) gyakorlatilag teljes potroha hanghólyaggá alakult. A konvergens evolúció eredményeként ezzel analóg módon alakult át a hólyaghasú szöcskék (Pneumoridae) potroha is (Urania).
A hímek és a nőstények hallószerve is jól fejlett, úgynevezett dobhártyás (timpanális) típusú. Páros szerv, amelynek két leheletfinom hártyája az 1. és a 2. potrohszelvény haslemezei között kialakult keretre feszül fel egy fajonként eltérően mély gödörben. A hártyákat kívülről a 3. haslemez hátulsó részéről eredő ovális fedő (operculum) zárja le. Ez a fedő elöl szorosan kapcsolódik a torhoz, és a hang terelésében is érdemleges szerepet játszik. A hártyák belül a hanghólyagra fekszenek fel, és egy kis feszítő izommal „hangolhatók” (bizonyos hullámhosszra érzékenyíthetők). A hártyákról azok rezgéseit kis kitinszálak továbbítják az érzékelő sejtekhez. Ezek a hárfaszerűen felajzott érzősejtek a kitinszálak és a gombostűfejnyi hallódoboz között feszülnek. Ez a felépítés gyakorlatilag azonos a sáskák (Acridoidea) hallószervéével (Urania). A hímek ivarszervei a kilencedik potrohszelvényen helyezkednek el, alakjuk rendszerint a fajra jellemző és így elkülönítő bélyeg. A nőstények potroha fűrészes tojócsőben végződik: ezzel vágják fel a növény szövetét, hogy elhelyezhessék benne petéiket.
Legújabb felfedezések szerint a rovar szárnyain olyan nanoméretű struktúrák találhatók, amelyek érintéssel képesek baktériumokat elpusztítani. Ez a struktúra ezernyi parányi oszlopból áll, amelyek csapdába ejtik és darabokra tépik szét a káros mikroorganizmusokat.
Petéik ovális alakúak. A fehéres, illetve fakó sárgás lárvák mellső lába ásó eszközzé alakult; tüskés combjuk rövid és vastag. Éles lábszáruk bicskaszerűen becsukható (Urania).

## Életmódjuk, élőhelyük
A fajok többsége röpképes (rövid távon gyorsan repül), valamennyi a szárazföldön él. Melegkedvelő állatok, amelyek leginkább a déli órákban érzik jól magukat.
Többnyire a fákon tartózkodnak, igen óvatosak. Nyugalmi helyzetben szárnyaikat háztetőszerűen csukják össze a hátuk fölött, közöttük szabadon marad a középtor egy kis darabja.
Szipókáikkal megszúrják a fák leveleit és gallyait, és ezek nedveit szívják. A föl nem szívott nedv a levegőn tömörül; ebből lesz az úgynevezett mannacukor.
Lárváik több évig fejlődnek a fák gyökereit szívogatva a talajban, gyakran több méter mélyen. A talajlakó életmód legszembetűnőbb jegyei megvastagodott, fogazott, ásásra módosult első lábaik. Az utolsó stádiumú lárvák kiássák magukat, és a talajon vagy növényekre felmászva vedlenek kifejlett rovarrá.

### Énekük
A déli napfényben hangadó hártyáikat rezegtetve igen élénken, éles, cirregő hangon ciripelnek. Az egyes kabócák éneke meghatározott strófákra tagolt, dinamikusan változó hangerejű, hosszan szóló éneke annyira különböző, hogy az egyes fajokat már ennek alapján is fel lehet ismerni.
Hangjuk nélkülöz minden zeneiséget; leginkább fémes csengésre vagy recsegő csikorgásra emlékeztet. Ez az „ének” az emberi fülnek többnyire kellemes, de néhány fajé kimondottan fülsértő. Hangjuk többnyire a 2000–10 000 Hz között hallható, de néhány fajé az ultrahang tartományban szól. A Dél-Amerikában élő Quesada gigas hangja a gőzmozdony füttyére emlékeztet, az egyik jávai fajé pedig a szamár ordítására (Urania)]. A mannakabóca (Cicada orni) éneke négyrészes kvakkogás–kereplés percenként közel kétszáz ismétléssel, az óriás énekeskabócáé (Tibicina haematodes) pedig leginkább torokköszörülésre emlékeztet (Urania).

### Szaporodásuk
A hímek énekükkel csalogatják magukhoz a nőstényeket; szerencsés esetben akár többet is. A párzásra készülő hím oldalról közelíti meg a nőstényt, és annak potrohcsúcsa alá nyomja a sajátjt, hogy párzókészülékét a nőstény ivarnyílásába tudja illeszteni.
A nőstény a többi kabócához hasonlóan lehetőleg növényi részekbe (vastagabb lágyszárúakba vagy fásszárú növények fiatal hajtásaiba) rakja petéit; egy-egy lyukba többet is. Embrionális fejlődésük (a petében) általában több hétig, olykor hónapokig tart. Ennek végén a lárvák önállóan repesztik fel a pete héját, kibújva levedlik a lárvaburkot, majd a földre pottyannak, beássák magukat, és ettől kezdve (rendszerint több évig) a talajban élnek, ahol gyökereket esznek. A haladásukat akadályozó gyökereket, göröngyöket éles lábszárukat ollóként használva vágják át. Ha megfelelő táplálékforrásra bukkannak, annak közelében kis lakókamrát ásnak maguknak. Rendkívül lassan fejlődnek és lárvakorukban többnyire kevesebb mint féltucatszor vedlenek (Urania).

### Gazdasági jelentőségük, felhasználásuk
Több fajuk ismert növényi kártevő — nem annyira szívogatásával, mint inkább peterakása miatt, ugyanis az ehhez összefurkált szárak, hajtások gyakran elhalnak és kiszáradva letörnek. A fiatal gyümölcsösökben ezzel tetemes károkat okozhatnak (Urania).
Több fajukat is ehetőnek tartják. A Maláj-félszigeten a bennszülöttek a sajátos hangját utánzó tapssal csalogatják magukhoz a  császárkabócákat (Megamponia imperatoria). Az összegyűjtött rovarokat megfőzik vagy kókuszvajban kisütve tálalják (Urania).

## Rendszertani felosztásuk
A családban a négy alcsaládon kívül még egy alcsaládba nem sorolt recens nemet:
- Kintusamo

és további nyolc, ugyancsak alcsaládba sorolatlan kihalt nemet különítenek el:
- †Burmacicada
- †Camuracicada
- †Davispia
- †Dominicicada
- †Feoichnus
- †Fonsecacicada
- †Miocenoprasia
- †Paleopsalta

## Galéria

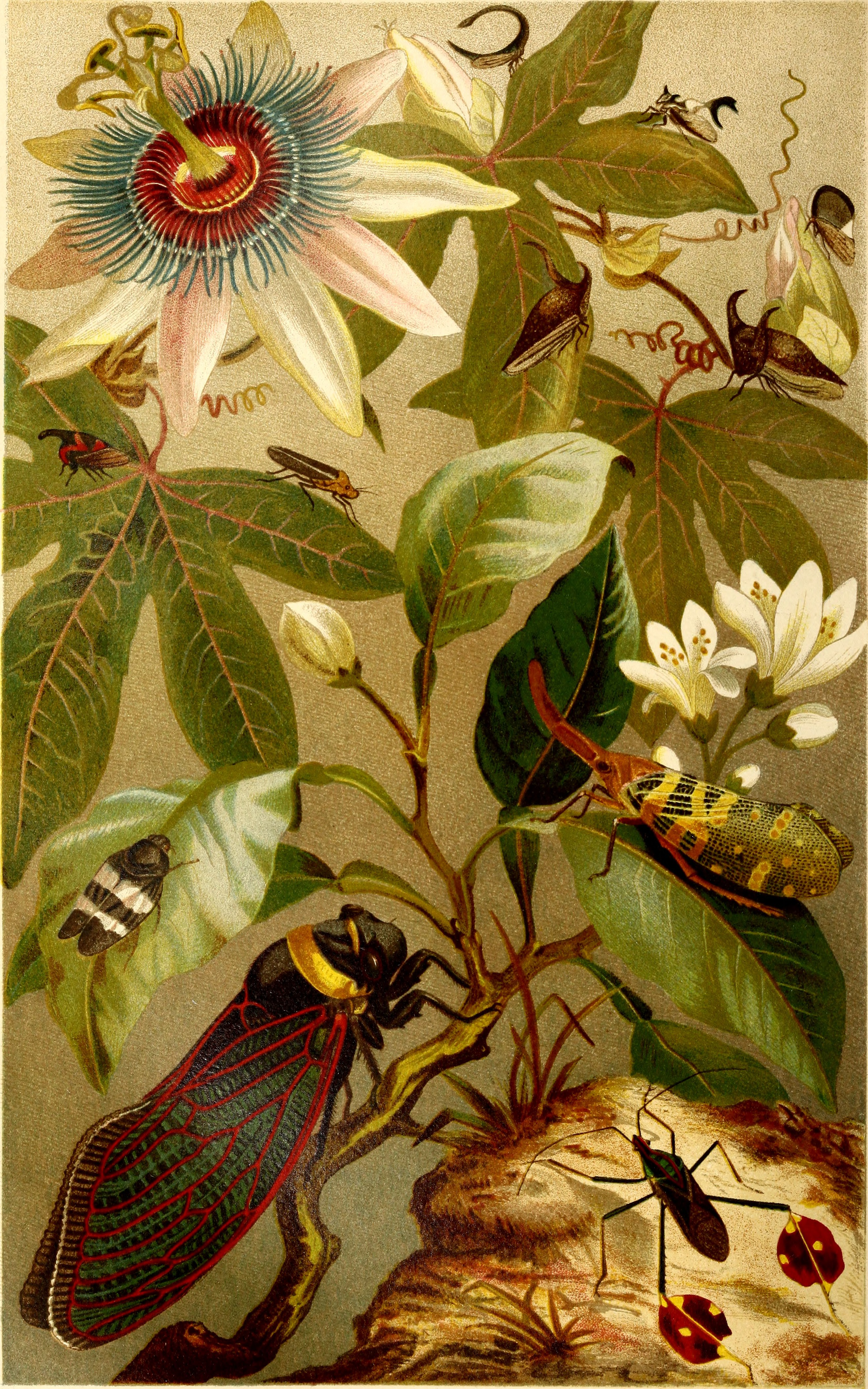
Kabócák Alfred Brehm művében
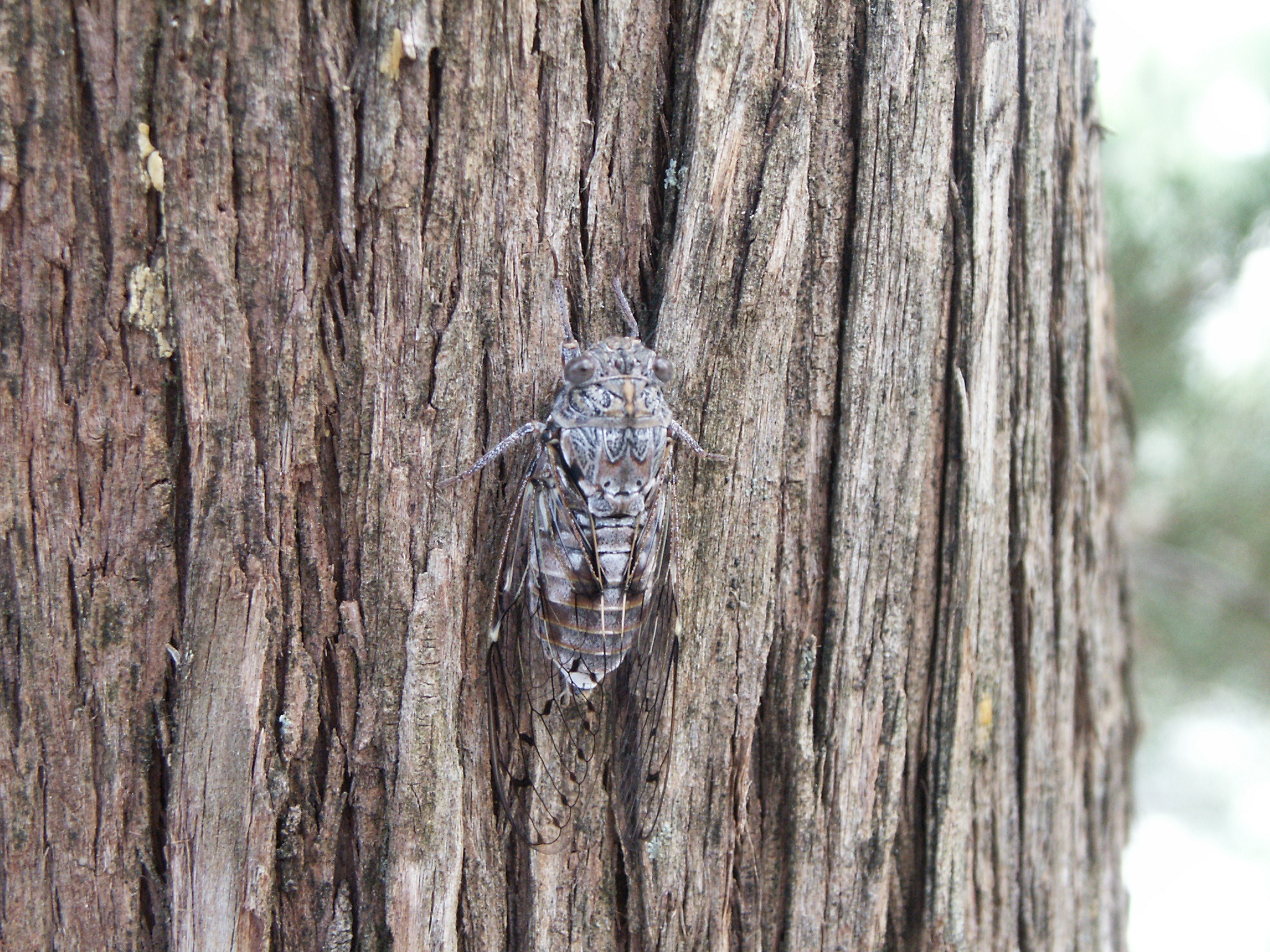
Kabóca egy horvát tengerparti fenyő törzsén
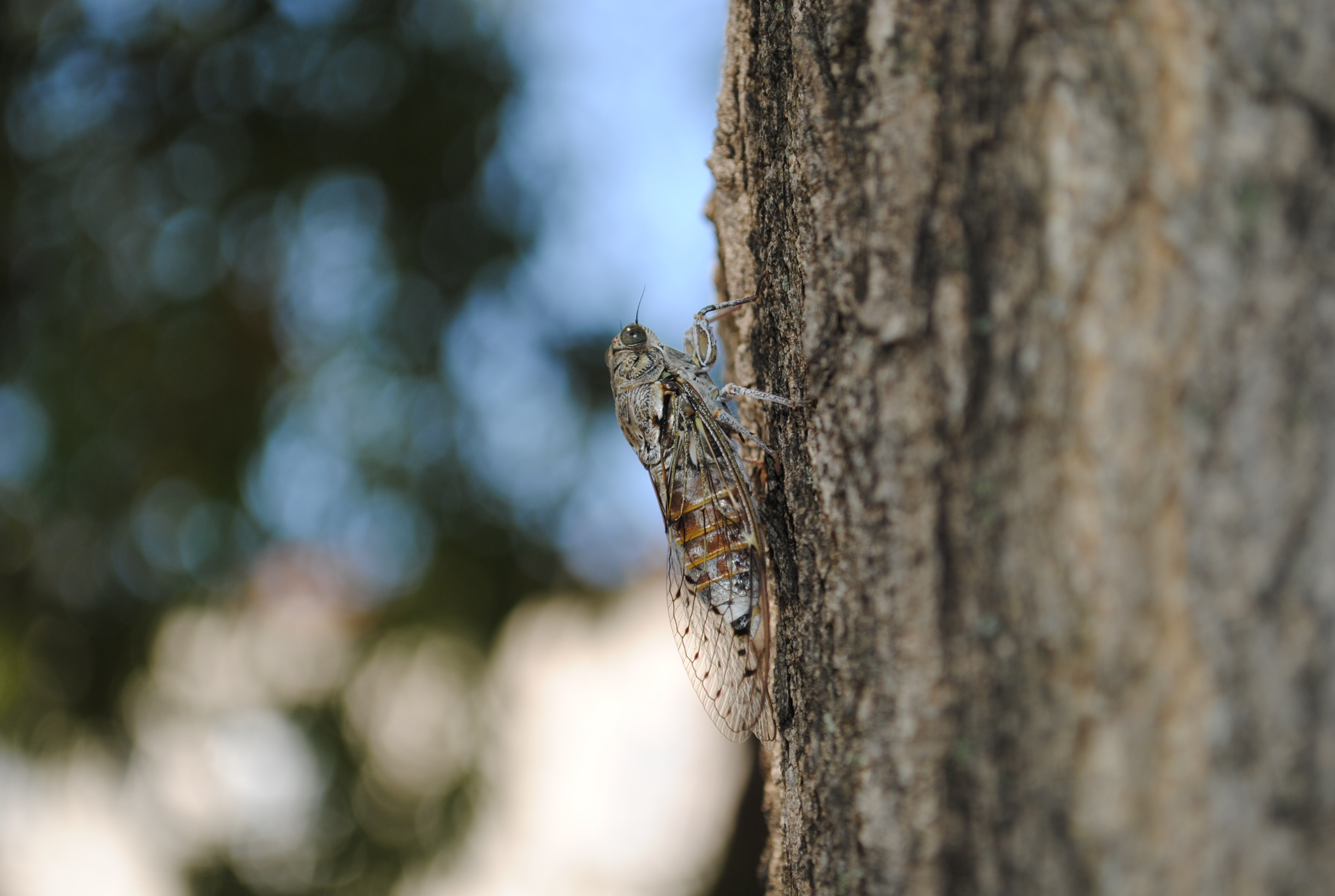
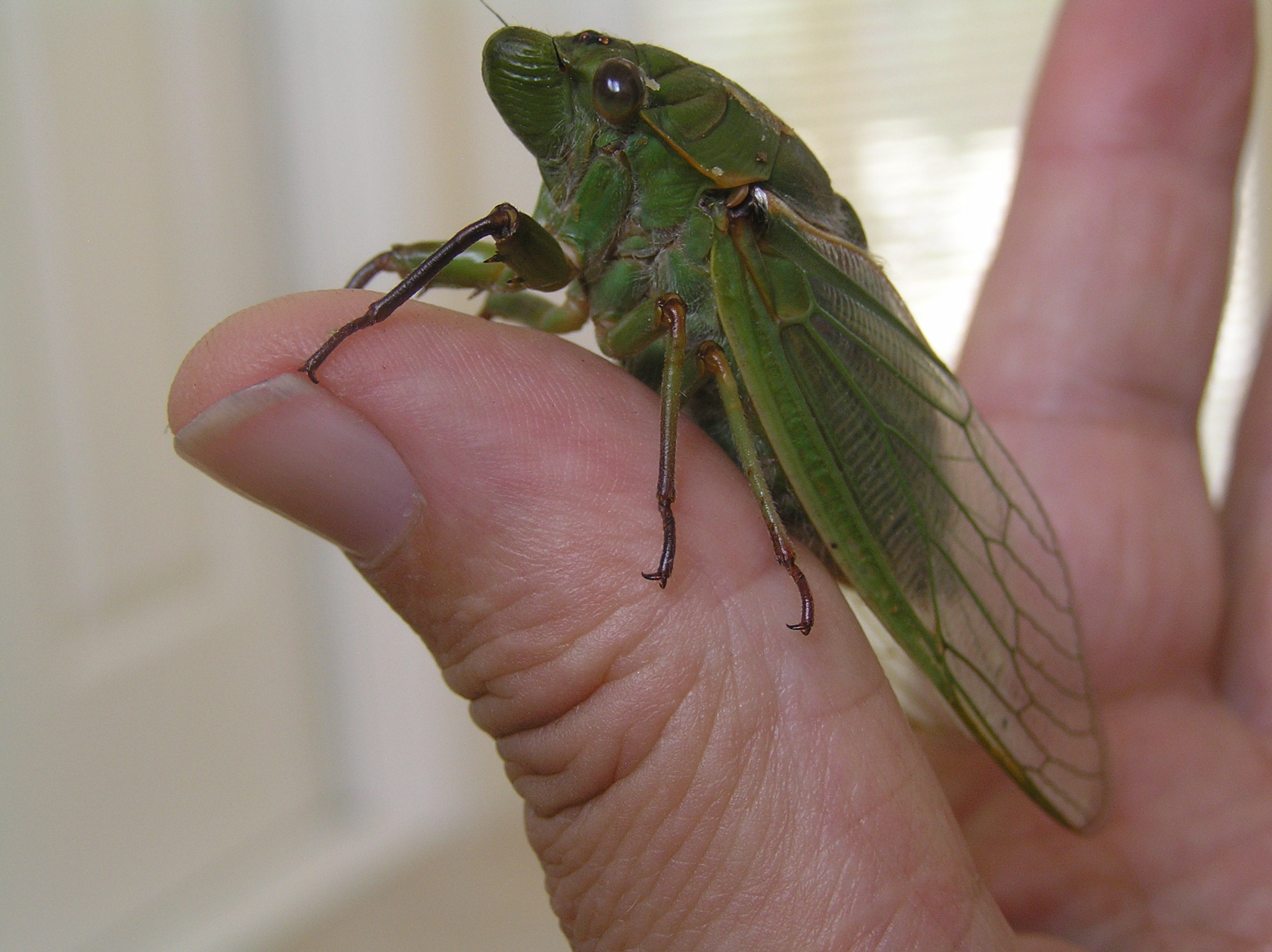
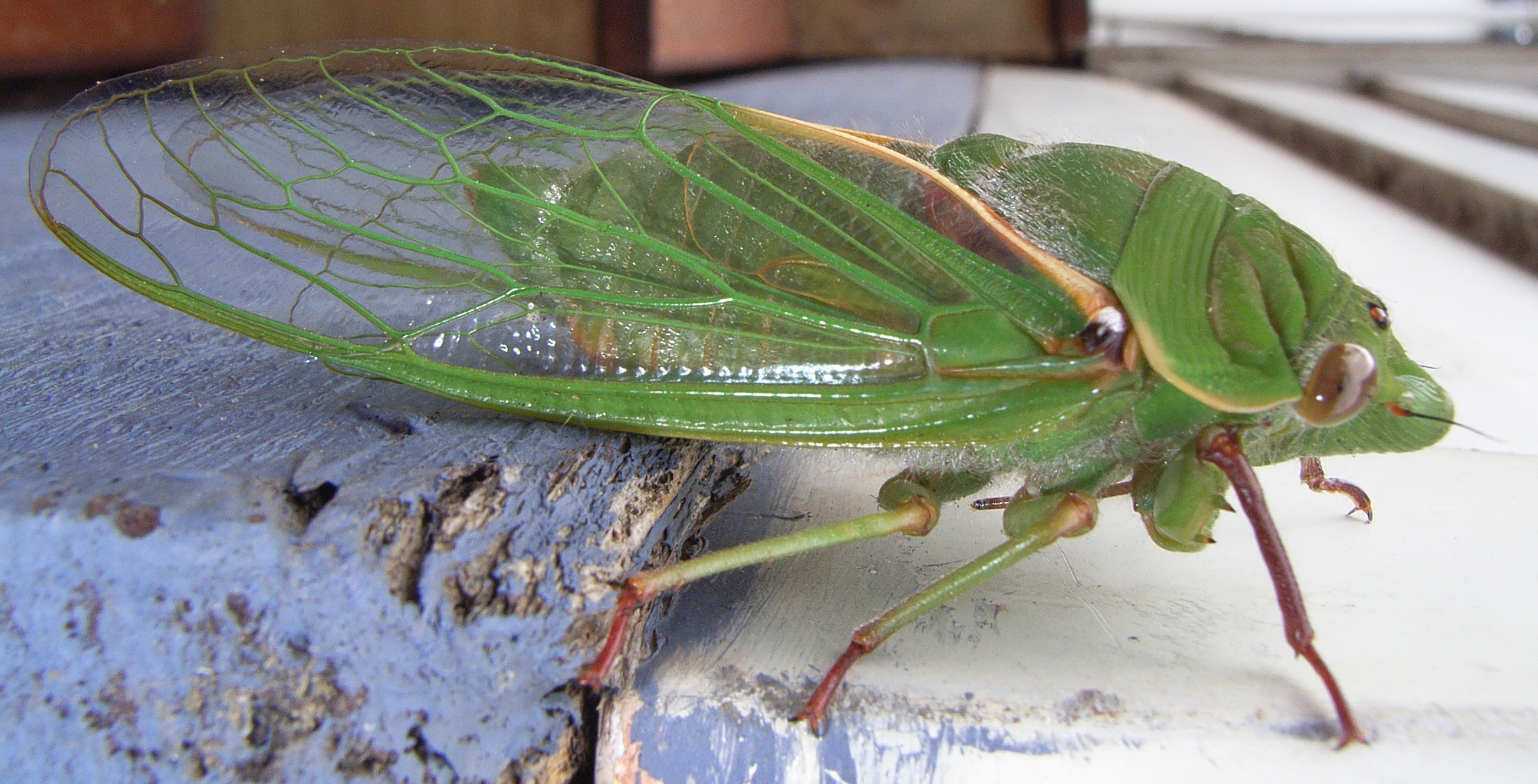